# Ilyocoris cimicoides
Ilyocoris cimicoides és una espècie d'hemípter heteròpter de la família dels naucòrids. És una xinxa aquàtica capaç de nedar ràpidament. S'alimenta sobretot d'altres insectes.

## Característiques
Insecte aquàtic ample, curt, pla, bru verdós, de 12 a 15 cm de llarg, amb potes anteriors raptores. Posseeix ales ben desenvolupades, però no vola. Desproveït de sifó respiratori, transporta una gran bombolla d'aire sota les ales i sota el cos. El mascle és més petit que la femella.

## Història natural
Depredador ferotge, ataca a tots els petits animals en relació amb la seva mida, larves d'insectes aquàtics, capgrossos, alevins, etc. dels aiguamolls i estanys, on abunda l'espècie veïna Naucoris maculata riques en vegetació. Pot infligir una punxada dolorosa als éssers humans.